# Geoff Bodine
Statistiques en NASCAR Cup Series
Dernière mise à jour : 25 décembre 2016 
Geoff Bodine, de son vrai nom Geoffrey Eli Bodine, est un pilote américain de NASCAR né le 18 avril 1949 à Chemung dans l'État de New York.

## Carrière
Il commence sa carrière en 1979 et remporte en 29 saisons 18 courses dont le Daytona 500 en 1986. Bodine termine à la 3e place du championnat de première division NASCAR Winston Cup en 1990.